# マチカネタンホイザ
マチカネタンホイザ（Matikanetannhauser、1989年5月7日 - 2013年12月7日）は日本の競走馬、種牡馬。主な勝ち鞍に1993年の目黒記念とダイヤモンドステークス、1994年のアメリカジョッキークラブカップ、1995年の高松宮杯。名家出身の三枚目と評された。

## 馬名
由来は、冠名+ワーグナーの歌劇「タンホイザー」。日本においての競走馬の馬名登録は日本軽種馬登録協会（2010年以降はジャパン・スタッドブック・インターナショナル）が管理し、協会が定めた「馬名登録実施基準」第4条第7項の規定により「1字又は10字以上の馬名」は登録できないことから、本来なら「マチカネタンホイザー」とするところを日本語表記では「ー」が省略されて「マチカネタンホイザ」となった。馬名登録の際には日本語表記と同時にアルファベットによる表記も登録されるが、こちらには競馬と生産に関する国際協約（通称：パリ協約）にて定められた「空白部分・記号も含めて18文字」「外国語に由来する馬名は原則原語表記」という規約があり、「Machikane」（9文字）と「Tannhäuser」（10文字）プラス空白部分では20文字となるため、冠名の部分は訓令式の表記で「Matikane」（8文字）とし、かつ空白部分を埋めて「Tannhauser」を合わせ、「Matikanetannhauser」となった。

## 戦績
- 特記事項なき場合、本節の出典はJBISサーチ[7]

1991年9月15日、中京競馬場での3歳新馬戦でデビューし、1分43秒1のレコードタイムで1着。2戦目のいちょうステークス4着を挟み、府中3歳ステークスで2勝目を挙げる。その後朝日杯3歳ステークスに駒を進めたが、ミホノブルボンの4着に終わった。4歳を迎え、初戦の共同通信杯4歳ステークス4着のあとクラシック路線に乗るが、皐月賞と日本ダービーではミホノブルボンの前に7着、4着。秋は京都競馬場のオープン特別カシオペアステークスから始動してビクトリーホーラーの2着としたが、続く菊花賞はミホノブルボンの三冠を阻止したライスシャワー、阻止されたミホノブルボンに続く3着に入った。
古馬となり、1993年初戦の日刊スポーツ賞金杯は8着に終わったが、2戦目のダイヤモンドステークスでは3番手から押し切って3分16秒8のレコードタイムで重賞を初めて制した。中2週で臨んだ目黒記念でもライスシャワーに2馬身半差をつけて重賞2連勝とした。天皇賞（春）は4着に終わったが、5月東京競馬場のオープン特別メイステークスでは手綱をおさえたまま勝利。高松宮杯4着のあと休養に入り、秋は初戦のオープン特別富士ステークスを制するも次走のジャパンカップは15着、有馬記念は後方から競馬を進めてトウカイテイオーの4着に入った。6歳初戦のアメリカジョッキークラブカップでも抑える競馬に撤し、直線でフジヤマケンザンを差し切って重賞3勝目、初めて右回りコースで勝利をおさめた。その後は日経賞でステージチャンプの3着とするも天皇賞（春）では5着、京阪杯5着を経て出走した宝塚記念では9着、毎日王冠5着を経て出走した天皇賞（秋）では4着と勝てない競馬が続き、ジャパンカップで鼻出血により競走除外、有馬記念で顔面に蕁麻疹で出走取り消しと、6歳時は1勝止まりとなった。7歳を迎えてフレグモーネのため予定していたAJC杯を回避して放牧に出された。春シーズンは出走せず、7月の高松宮杯から始動してレースではダンシングサーパスをおさえて重賞4勝目を挙げたが、以降4戦は6着以下の成績を重ね、ステイヤーズステークスでステージチャンプの7着だったのが最後の競馬となった。

## 競走成績
以下の内容は、JBISサーチおよびnetkeiba.comに基づく。
| 競走日     | 競馬場 | 競走名                    | 格   | 距離（馬場）  | 頭 数 | 枠 番 | 馬 番 | オッズ （人気） | 着順     | タイム （上がり3F/4F） | 着差     | 騎手     | 斤量 [kg] | 1着馬（2着馬）         | 馬体重 [kg] |
| ---------- | ------ | ------------------------- | ---- | ------------- | ----- | ----- | ----- | --------------- | -------- | ---------------------- | -------- | -------- | --------- | ---------------------- | ----------- |
| 1991.09.15 | 中京   | 3歳新馬                   |      | 芝1700m（稍） | 13    | 1     | 1     | 004.00（2人）   | 01着     | R1:43.1（35.0）        | -1.0     | 武豊     | 53        | （トキオレジェンド）   | 480         |
| 0000.10.27 | 東京   | いちょうS                 | OP   | 芝1600m（不） | 14    | 8     | 13    | 001.80（1人）   | 04着     | 01:39.1（37.2）        | -0.4     | 武豊     | 53        | サンエイサンキュー     | 484         |
| 0000.11.17 | 東京   | 府中3歳S                  | OP   | 芝1800m（良） | 9     | 6     | 6     | 001.40（1人）   | 01着     | 01:49.5（36.8）        | -0.5     | 岡部幸雄 | 54        | （タイガーエース）     | 476         |
| 0000.12.08 | 中山   | 朝日杯3歳S                | GI   | 芝1600m（良） | 8     | 2     | 2     | 004.90（3人）   | 04着     | 01:35.0（35.6）        | -0.5     | 岡部幸雄 | 54        | ミホノブルボン         | 472         |
| 1992.02.16 | 東京   | 共同通信杯4歳S            | GIII | 芝1800m（良） | 11    | 6     | 7     | 003.70（2人）   | 04着     | 01:49.3（36.3）        | -0.2     | 岡部幸雄 | 55        | エアジョーダン         | 480         |
| 0000.03.29 | 中山   | スプリングS               | GII  | 芝1800m（重） | 14    | 5     | 7     | 009.20（4人）   | 05着     | 01:51.8（38.5）        | -1.7     | 岡部幸雄 | 56        | ミホノブルボン         | 470         |
| 0000.04.19 | 中山   | 皐月賞                    | GI   | 芝2000m（良） | 17    | 7     | 15    | 024.50（7人）   | 07着     | 02:02.4（37.0）        | -1.0     | 岡部幸雄 | 57        | ミホノブルボン         | 466         |
| 0000.05.10 | 東京   | NHK杯                     | GII  | 芝2000m（重） | 16    | 7     | 14    | 008.20（3人）   | 02着     | 02:03.0（36.0）        | -0.2     | 岡部幸雄 | 56        | ナリタタイセイ         | 474         |
| 0000.05.31 | 東京   | 東京優駿                  | GI   | 芝2400m（稍） | 18    | 4     | 7     | 022.50（8人）   | 04着     | 02:29.2（37.1）        | -1.4     | 岡部幸雄 | 57        | ミホノブルボン         | 470         |
| 0000.10.24 | 京都   | カシオペアS               | OP   | 芝1800m（良） | 12    | 5     | 5     | 004.80（3人）   | 02着     | 01:46.5（47.8）        | -0.1     | 岡部幸雄 | 54        | ビクトリーホーラー     | 480         |
| 0000.11.08 | 京都   | 菊花賞                    | GI   | 芝3000m（良） | 18    | 5     | 10    | 011.70（3人）   | 03着     | 03:05.2（46.9）        | -0.2     | 岡部幸雄 | 57        | ライスシャワー         | 484         |
| 1993.01.05 | 中山   | 日刊スポーツ賞金杯        | GIII | 芝2000m（良） | 13    | 8     | 13    | 003.10（1人）   | 08着     | 02:01.3（37.6）        | -0.8     | 柴田政人 | 57        | セキテイリュウオー     | 486         |
| 0000.01.30 | 東京   | ダイヤモンドS             | GIII | 芝3200m（稍） | 14    | 4     | 6     | 001.90（1人）   | 01着     | R3:16.8（36.2）        | -0.6     | 岡部幸雄 | 57        | （アスカクラウン）     | 484         |
| 0000.02.21 | 東京   | 目黒記念                  | GII  | 芝2500m（良） | 12    | 3     | 3     | 002.60（1人）   | 01着     | 02:32.4（36.2）        | -0.4     | 岡部幸雄 | 58        | （ライスシャワー）     | 488         |
| 0000.04.25 | 京都   | 天皇賞（春）              | GI   | 芝3200m（良） | 15    | 3     | 5     | 008.60（3人）   | 04着     | 03:18.6（37.4）        | -1.5     | 岡部幸雄 | 58        | ライスシャワー         | 478         |
| 0000.05.29 | 東京   | メイS                     | OP   | 芝2400m（良） | 8     | 3     | 3     | 001.20（1人）   | 01着     | 02:26.7（35.6）        | -0.1     | 岡部幸雄 | 58        | （エイシンテネシー）   | 480         |
| 0000.07.11 | 京都   | 高松宮杯                  | GII  | 芝2000m（良） | 14    | 5     | 8     | 003.80（2人）   | 04着     | 01:59.8（35.8）        | -0.8     | 岡部幸雄 | 58        | ロンシャンボーイ       | 476         |
| 0000.11.14 | 東京   | 富士S                     | OP   | 芝1800m（重） | 12    | 7     | 9     | 002.90（1人）   | 01着     | 01:48.2（35.0）        | -0.1     | 田中勝春 | 57        | (スタビライザー）      | 486         |
| 0000.11.28 | 東京   | ジャパンC                 | GI   | 芝2400m（良） | 16    | 7     | 13    | 021.3（13人）   | 15着     | 02:26.1（37.6）        | -1.7     | 岡部幸雄 | 57        | レガシーワールド       | 490         |
| 0000.12.26 | 中山   | 有馬記念                  | GI   | 芝2500m（良） | 14    | 5     | 8     | 043.3（13人）   | 04着     | 02:31.6（34.9）        | -0.7     | 柴田善臣 | 57        | トウカイテイオー       | 486         |
| 1994.1.23  | 中山   | アメリカジョッキークラブC | GII  | 芝2200m（良） | 14    | 6     | 9     | 008.00（4人）   | 01着     | 02:14.1（34.9）        | -0.1     | 柴田善臣 | 58        | （フジヤマケンザン）   | 494         |
| 0000.03.20 | 中山   | 日経賞                    | GII  | 芝2500m（良） | 9     | 4     | 4     | 001.80（1人）   | 03着     | 02:32.9（36.5）        | -0.1     | 柴田善臣 | 58        | ステージチャンプ       | 490         |
| 0000.04.24 | 阪神   | 天皇賞（春）              | GI   | 芝3200m（稍） | 11    | 6     | 7     | 019.60（5人）   | 05着     | 03:23.3（36.8）        | -0.7     | 柴田善臣 | 58        | ビワハヤヒデ           | 492         |
| 0000.05.14 | 阪神   | 京阪杯                    | GIII | 芝2000m（良） | 14    | 2     | 2     | 003.00（2人）   | 05着     | 01:59.8（35.7）        | -0.9     | 武豊     | 58        | ネーハイシーザー       | 490         |
| 0000.06.12 | 阪神   | 宝塚記念                  | GI   | 芝2200m（良） | 14    | 6     | 10    | 038.20（9人）   | 09着     | 02:12.8（36.2）        | -1.6     | 柴田善臣 | 57        | ビワハヤヒデ           | 488         |
| 0000.10.09 | 東京   | 毎日王冠                  | GII  | 芝1800m（良） | 11    | 5     | 5     | 011.50（6人）   | 05着     | 01:45.0（34.6）        | -0.4     | 柴田善臣 | 58        | ネーハイシーザー       | 494         |
| 0000.10.30 | 東京   | 天皇賞（秋）              | GI   | 芝2000m（良） | 13    | 5     | 7     | 031.30（7人）   | 04着     | 01:59.0（34.5）        | -0.4     | 柴田善臣 | 58        | ネーハイシーザー       | 496         |
| 0000.11.27 | 東京   | ジャパンC                 | GI   | 芝2400m（良） | 14    | 5     | 8     | 競走除外        | 競走除外 | 競走除外               | 競走除外 | 柴田善臣 | 57        | マーベラスクラウン     | 494         |
| 0000.12.25 | 中山   | 有馬記念                  | GI   | 芝2500m（良） | 13    | 3     | 3     | 出走取消        | 出走取消 | 出走取消               | 出走取消 | 柴田善臣 | 56        | ナリタブライアン       |             |
| 1995.07.09 | 中京   | 高松宮杯                  | GII  | 芝2000m（良） | 12    | 2     | 2     | 008.30（3人）   | 01着     | 02:02.6（36.8）        | -0.2     | 柴田善臣 | 58        | （ダンシングサーパス） | 482         |
| 0000.08.20 | 函館   | 函館記念                  | GIII | 芝2000m（重） | 16    | 4     | 7     | 002.50（1人）   | 08着     | 02:03.4（37.6）        | -1.0     | 柴田善臣 | 58        | インターマイウェイ     | 482         |
| 0000.10.29 | 東京   | 天皇賞（秋）              | GI   | 芝2000m（良） | 17    | 7     | 14    | 010.80（5人）   | 06着     | 01:59.3（35.3）        | -0.5     | 柴田善臣 | 58        | サクラチトセオー       | 490         |
| 0000.11.26 | 東京   | ジャパンC                 | GI   | 芝2400m（良） | 14    | 1     | 1     | 020.8（11人）   | 12着     | 02:26.1（36.0）        | -1.5     | 柴田善臣 | 57        | ランド                 | 490         |
| 0000.12.09 | 中山   | ステイヤーズS             | GIII | 芝3600m（良） | 9     | 3     | 3     | 005.50（3人）   | 07着     | 03:49.9（39.0）        | -2.8     | 柴田善臣 | 58.5      | ステージチャンプ       | 486         |

## 引退後
引退後はブリーダーズ・スタリオン・ステーションで種牡馬となり、8シーズンで血統登録頭数45頭、出走頭数はそのうちの41頭を数え、27頭が勝ち馬となった。種牡馬生活から退いてからは2006年に待兼牧場、次いで2010年に山梨県北杜市清里高原の小須田牧場で功労馬として繋養されていた。小須田牧場繋養時にはマチカネフクキタルがいたずらを仕掛けてきても食事の時以外は相手にしないほどのんびり過ごしていた一方で、腸に不安があって食べても肥えることがなかったという。2013年（平成25年）12月7日、疝痛により死亡した。

### 主な産駒
- ミヤビゴールド - エーデルワイス賞（交流G3）3着[16]
- クラエガオ - マドモアゼルカップ（H3）[17]3着[18]

## 血統表
| マチカネタンホイザの血統                             | マチカネタンホイザの血統                                          | マチカネタンホイザの血統                                          | （血統表の出典）                                                  | （血統表の出典） |
| 父系                                                 | ノーザンテースト系                                                | ノーザンテースト系                                                | ノーザンテースト系                                                | [ § 2 ]          |
| 父 *ノーザンテースト Northern Taste 1971 栗毛 カナダ | 父の父Northern Dancer 1961 鹿毛 カナダ                            | Nearctic                                                          | Nearco                                                            | Nearco           |
| 父 *ノーザンテースト Northern Taste 1971 栗毛 カナダ | 父の父Northern Dancer 1961 鹿毛 カナダ                            | Nearctic                                                          | Lady Angela                                                       |                  |
| 父 *ノーザンテースト Northern Taste 1971 栗毛 カナダ | 父の父Northern Dancer 1961 鹿毛 カナダ                            | Natalma                                                           | Native Dancer                                                     | Native Dancer    |
| 父 *ノーザンテースト Northern Taste 1971 栗毛 カナダ | 父の父Northern Dancer 1961 鹿毛 カナダ                            | Natalma                                                           | Almahmoud                                                         |                  |
| 父 *ノーザンテースト Northern Taste 1971 栗毛 カナダ | 父の母Lady Victoria 1962 黒鹿毛 カナダ                            | Victoria Park                                                     | Chop Chop                                                         | Chop Chop        |
| 父 *ノーザンテースト Northern Taste 1971 栗毛 カナダ | 父の母Lady Victoria 1962 黒鹿毛 カナダ                            | Victoria Park                                                     | Victoriana                                                        |                  |
| 父 *ノーザンテースト Northern Taste 1971 栗毛 カナダ | 父の母Lady Victoria 1962 黒鹿毛 カナダ                            | Lady Angela                                                       | Hyperion                                                          | Hyperion         |
| 父 *ノーザンテースト Northern Taste 1971 栗毛 カナダ | 父の母Lady Victoria 1962 黒鹿毛 カナダ                            | Lady Angela                                                       | Sister Sarah                                                      |                  |
| 母 クリプシー 1975 栗毛 日本                         | 母の父アローエクスプレス 1967 鹿毛 日本                           | *スパニッシュイクスプレス Spanish Express                         | Sovereign Path                                                    | Sovereign Path   |
| 母 クリプシー 1975 栗毛 日本                         | 母の父アローエクスプレス 1967 鹿毛 日本                           | *スパニッシュイクスプレス Spanish Express                         | Sage Femme                                                        |                  |
| 母 クリプシー 1975 栗毛 日本                         | 母の父アローエクスプレス 1967 鹿毛 日本                           | *ソーダストリーム Soda Stream                                     | Airborne                                                          | Airborne         |
| 母 クリプシー 1975 栗毛 日本                         | 母の父アローエクスプレス 1967 鹿毛 日本                           | *ソーダストリーム Soda Stream                                     | Pangani                                                           |                  |
| 母 クリプシー 1975 栗毛 日本                         | 母の母モンタロッチ 1963 栗毛 日本                                 | *モンタヴァル Montaval                                            | Norseman                                                          | Norseman         |
| 母 クリプシー 1975 栗毛 日本                         | 母の母モンタロッチ 1963 栗毛 日本                                 | *モンタヴァル Montaval                                            | Ballynash                                                         |                  |
| 母 クリプシー 1975 栗毛 日本                         | 母の母モンタロッチ 1963 栗毛 日本                                 | スターロッチ                                                      | *ハロウェー                                                       | *ハロウェー      |
| 母 クリプシー 1975 栗毛 日本                         | 母の母モンタロッチ 1963 栗毛 日本                                 | スターロッチ                                                      | コロナ                                                            |                  |
| 母系(F-No.)                                          | クレイグダーロツチ(GB)系(FN:11-c)                                 | クレイグダーロツチ(GB)系(FN:11-c)                                 | クレイグダーロツチ(GB)系(FN:11-c)                                 | [ § 3 ]          |
| 5代内の近親交配                                      | Lady Angela 4 × 3 = 18.75%（父内）、Pharos（Fairway）5 × 5 =6.25% | Lady Angela 4 × 3 = 18.75%（父内）、Pharos（Fairway）5 × 5 =6.25% | Lady Angela 4 × 3 = 18.75%（父内）、Pharos（Fairway）5 × 5 =6.25% | [ § 4 ]          |
| 出典                                                 | 1. 2. 3. 4.                                                       | 1. 2. 3. 4.                                                       | 1. 2. 3. 4.                                                       | 1. 2. 3. 4.      |

- 半姉シバスキー（父マルゼンスキー）の子孫にワコーチカコ、ダンツジャッジ、マイネルスターリー。半姉コニーストン（父プルラリズム）の孫にレオマイスター、メイショウラムセス。
- 3代母スターロッチを祖とする牝系からはサクラユタカオー、サクラスターオー、ハードバージ、ウイニングチケットなど多くの活躍馬が出ている。